# Natació al Campionat del Món de natació de 2007
La competició de natació al Campionat del Món de natació de 2007 es realitzà al complex esportiu aqüàtic Arena Rod Laver de la ciutat de Melbourne (Austràlia).

## Resum de medalles

### Categoria masculina
| Event                    | Or                                                                          | Or         | Plata                                                                                | Plata    | Bronze                                                                           | Bronze   |
| 50 m, lliures            | Ben Wildman                                                                 | 21,88      | Cullen Jones                                                                         | 21,94    | Stefan Nystrand                                                                  | 21,97    |
| 100 m, lliures           | Filippo Magnini · Brent Hayden                                              | 48,43      | no es concedí                                                                        |          | Eamon Sullivan                                                                   | 48,47    |
| 200 m, lliures           | Michael Phelps                                                              | 1:43,86 RM | Pieter van den Hoogenband                                                            | 1:46,28  | Park Tae-Hwan                                                                    | 1:46,73  |
| 400 m, lliures           | Park Tae-Hwan                                                               | 3:44,30    | Grant Hackett                                                                        | 3:45,43  | Yury Prilukov                                                                    | 3:45:47  |
| 800 m, lliures           | Przemysław Stańczyk                                                         | 7:47,91    | Craig Stevens                                                                        | 7:48,67  | Federico Colbertaldo                                                             | 7:49,98  |
| 1500 m, lliures          | Mateusz Sawrymowicz                                                         | 14:45,94   | Yury Prilukov                                                                        | 14:47,29 | David Davies                                                                     | 14:51,21 |
|                          |                                                                             |            |                                                                                      |          |                                                                                  |          |
| 50 m, esquena            | Gerhard Zandberg                                                            | 24,98      | Thomas Rupprath                                                                      | 25,20    | Liam Tancock                                                                     | 25,23    |
| 100 m, esquena           | Aaron Peirsol                                                               | 52,98 RM   | Ryan Lochte                                                                          | 53,50    | Liam Tancock                                                                     | 53,61    |
| 200 m, esquena           | Ryan Lochte                                                                 | 1:54,32 RM | Aaron Peirsol                                                                        | 1:54,80  | Markus Rogan                                                                     | 1:56,02  |
|                          |                                                                             |            |                                                                                      |          |                                                                                  |          |
| 50 m, braça              | Oleg Lisogor                                                                | 27,66      | Brendan Hansen                                                                       | 27,69    | Cameron van der Burgh                                                            | 27,88    |
| 100 m, braça             | Brendan Hansen                                                              | 59,80      | Kosuke Kitajima                                                                      | 59,96    | Brenton Rickard                                                                  | 1:00,58  |
| 200 m, braça             | Kosuke Kitajima                                                             | 2:09,80    | Brenton Rickard                                                                      | 2:10,99  | Loris Facci                                                                      | 2:11,03  |
|                          |                                                                             |            |                                                                                      |          |                                                                                  |          |
| 50 m, papallona          | Roland Schoeman                                                             | 23,18      | Ian Crocker                                                                          | 23,47    | Jakob Andkjær                                                                    | 23,56    |
| 100 m, papallona         | Michael Phelps                                                              | 50,77      | Ian Crocker                                                                          | 50,82    | Albert Subirats                                                                  | 51,82    |
| 200 m, papallona         | Michael Phelps                                                              | 1:52,09 RM | Wu Peng                                                                              | 1:55,13  | Nikolay Skvortsov                                                                | 1:55,22  |
|                          |                                                                             |            |                                                                                      |          |                                                                                  |          |
| 200 m, estils            | Michael Phelps                                                              | 1:54,98 RM | Ryan Lochte                                                                          | 1:56,19  | László Cseh                                                                      | 1:56,92  |
| 400 m, estils            | Michael Phelps                                                              | 4:06,22 RM | Ryan Lochte                                                                          | 4:09,74  | Luca Marin                                                                       | 4:09,88  |
|                          |                                                                             |            |                                                                                      |          |                                                                                  |          |
| relleus 4×100 m, lliures | Estats UnitsMichael Phelps · Neil Walker · Cullen Jones · Jason Lezak       | 3:12,7 RC  | ItàliaMassimiliano Rosolino · Alessandro Calvi · Christian Galenda · Filippo Magnini | 3:14,04  | FrançaFabien Gilot · Frédérick Bousquet · Julien Sicot · Alain Bernard           | 3:14,68  |
| relleus 4×200 m, lliures | Estats UnitsMichael Phelps · Ryan Lochte · Klete Keller · Peter Vanderkaay  | 7:03,24 RM | AustràliaPatrick Murphy · Andrew Mewing · Grant Brits · Kenrick Monk                 | 7:10,05  | CanadàBrian Johns · Brent Hayden · Rick Say · Andrew Hurd                        | 7:10,70  |
| relleus 4×100 m, estils  | AustràliaMatt Welsh · Brenton Rickard · Andrew Lauterstein · Eamon Sullivan | 3:34,93    | JapóTomomi Morita · Kosuke Kitajima · Takashi Yamamoto · Daisuke Hosokawa            | 3:35,16  | RússiaArkady Vyatchanin · Dmitry Komornikov · Nikolay Skvortsov · Evgeny Lagunov | 3:35,51  |

Llegenda: RM – Rècord del Món; RC – Rècord del Campionat

### Categoria femenina
| Event                    | Or                                                                       | Or          | Plata                                                                        | Plata    | Bronze                                                                              | Bronze   |
| 50 m, lliures            | Libby Lenton                                                             | 24,53       | Therese Alshammar                                                            | 24,62    | Marleen Veldhuis                                                                    | 24,70    |
| 100 m, lliures           | Libby Lenton                                                             | 53,40 RC    | Marleen Veldhuis                                                             | 53,70    | Britta Steffen                                                                      | 53,74    |
| 200 m, lliures           | Laure Manaudou                                                           | 1:55,52 RM  | Annika Lurz                                                                  | 1:55,68  | Federica Pellegrini                                                                 | 1:56,97  |
| 400 m, lliures           | Laure Manaudou                                                           | 4:02,61 RC  | Otylia Jędrzejczak                                                           | 4:04,23  | Ai Shibata                                                                          | 4:05,19  |
| 800 m, lliures           | Kate Ziegler                                                             | 8:18,52 RC  | Laure Manaudou                                                               | 8:18,80  | Hayley Peirsol                                                                      | 8:26,41  |
| 1500 m, lliures          | Kate Ziegler                                                             | 15:53,05 RC | Flavia Rigamonti                                                             | 15:55,38 | Ai Shibata                                                                          | 15:58,55 |
|                          |                                                                          |             |                                                                              |          |                                                                                     |          |
| 50 m, esquena            | Leila Vaziri                                                             | 28,16 RM    | Aleksandra Gerasimenya                                                       | 28,46    | Tayliah Zimmer                                                                      | 28,50    |
| 100 m, esquena           | Natalie Coughlin                                                         | 59,44 RM    | Laure Manaudou                                                               | 59,87    | Reiko Nakamura                                                                      | 1:00,40  |
| 200 m, esquena           | Margaret Hoelzer                                                         | 2:07,16 RC  | Kirsty Coventry                                                              | 2:07,54  | Reiko Nakamura                                                                      | 2:08,54  |
|                          |                                                                          |             |                                                                              |          |                                                                                     |          |
| 50 m, braça              | Jessica Hardy                                                            | 30,63       | Leisel Jones                                                                 | 30,70    | Tara Kirk                                                                           | 31,05    |
| 100 m, braça             | Leisel Jones                                                             | 1:05,72 RC  | Tara Kirk                                                                    | 1:06,34  | Anna Khlistunova                                                                    | 1:07,27  |
| 200 m, braça             | Leisel Jones                                                             | 2:21,84     | Kirsty Balfour · Megan Jendrick                                              | 2:25,94  | no es concedí                                                                       |          |
|                          |                                                                          |             |                                                                              |          |                                                                                     |          |
| 50 m, papallona          | Therese Alshammar                                                        | 25,91       | Danni Miatke                                                                 | 26,05    | Inge Dekker                                                                         | 26,11    |
| 100 m, papallona         | Libby Lenton                                                             | 57,15 CR    | Jessicah Schipper                                                            | 57,24    | Natalie Coughlin                                                                    | 57,34    |
| 200 m, papallona         | Jessicah Schipper                                                        | 2:06,39     | Kim Vandenberg                                                               | 2:06,71  | Otylia Jędrzejczak                                                                  | 2:06,90  |
|                          |                                                                          |             |                                                                              |          |                                                                                     |          |
| 200 m, estils            | Katie Hoff                                                               | 2:10,13 RC  | Kirsty Coventry                                                              | 2:10,76  | Stephanie Rice                                                                      | 2:11,42  |
| 400 m, estils            | Katie Hoff                                                               | 4:32,89 RM  | Yana Martynova                                                               | 4:40,14  | Stephanie Rice                                                                      | 4:41,19  |
|                          |                                                                          |             |                                                                              |          |                                                                                     |          |
| relleus 4×100 m, lliures | AustràliaLibby Lenton · Melanie Schlanger · Shayne Reese · Jodie Henry   | 3:35,48 RC  | Estats UnitsNatalie Coughlin · Lacey Nymeyer · Amanda Weir · Kara Lynn Joyce | 3:35,68  | Països BaixosInge Dekker · Ranomi Kromowidjojo · Femke Heemskerk · Marleen Veldhuis | 3:36,81  |
| relleus 4×200 m, lliures | Estats UnitsNatalie Coughlin · Dana Vollmer · Lacey Nymeyer · Katie Hoff | 7:50,09 RM  | AlemanyaMeike Freitag · Britta Steffen · Petra Dallmann · Annika Lurz        | 7:53,82  | FrançaAlena Popchanka · Sophie Huber · Aurore Mongel · Laure Manaudou               | 7:55,96  |
| relleus 4×100 m, estils  | AustràliaEmily Seebohm · Leisel Jones · Jessicah Schipper · Libby Lenton | 3:55,74 RM  | Estats UnitsNatalie Coughlin · Tara Kirk · Rachel Komisarz · Lacey Nymeyer   | 3:58,31  | R.P. de la XinaLongzi Xutian · Nan Luo · Yafei Zhou · Yanwei Xu                     | 4:01,97  |

Llegenda: RM – Rècord del Món; RC – Rècord del Campionat

## Medaller
| Posició | País            | Or | Plata | Bronze | Total |
| 1       | Estats Units    | 20 | 13    | 3      | 36    |
| 2       | Austràlia       | 9  | 7     | 5      | 21    |
| 3       | França          | 2  | 2     | 2      | 6     |
| 4       | Polònia         | 2  | 1     | 1      | 4     |
| 5       | Sud-àfrica      | 2  | 0     | 1      | 3     |
| 6       | Japó            | 1  | 2     | 4      | 7     |
| 7       | Itàlia          | 1  | 1     | 4      | 6     |
| 8       | Suècia          | 1  | 1     | 1      | 3     |
| 9       | Canadà          | 1  | 0     | 1      | 2     |
| 9       | Corea del Sud   | 1  | 0     | 1      | 2     |
| 9       | Ucraïna         | 1  | 0     | 1      | 2     |
| 12      | Alemanya        | 0  | 3     | 1      | 4     |
| 13      | Països Baixos   | 0  | 2     | 3      | 5     |
| 13      | Rússia          | 0  | 2     | 3      | 5     |
| 15      | Zimbàbue        | 0  | 2     | 0      | 2     |
| 16      | Regne Unit      | 0  | 1     | 3      | 4     |
| 17      | R.P. de la Xina | 0  | 1     | 1      | 2     |
| 18      | Belarús         | 0  | 1     | 0      | 1     |
| 18      | Suïssa          | 0  | 1     | 0      | 1     |
| 20      | Àustria         | 0  | 0     | 1      | 1     |
| 20      | Dinamarca       | 0  | 0     | 1      | 1     |
| 20      | Hongria         | 0  | 0     | 1      | 1     |
| 20      | Veneçuela       | 0  | 0     | 1      | 1     |
| Total   | Total           | 41 | 40    | 39     | 120   |